# Procambarus
Procambarus là một chi tôm càng xanh thuộc họ Cambaridae. Tất cả các loài trong chi này đều có nguồn gốc từ Bắc và Trung Mỹ. Nó bao gồm một số loài troglobitic và tôm càng cẩm thạch (marmorkrebs), là loài sinh sản đơn tính. Ban đầu, nó được mô tả là một phân chi gồm bốn loài. Hiện nay, có khoảng 161 loài được ghi nhận thuộc chi này.

## Các loài
- Procambarus ablusus Penn, 1963
- Procambarus acanthophorus Villalobos, 1948
- Procambarus acherontis (Lönnberg, 1894)
- Procambarus acutissimus (Girard, 1852)
- Procambarus acutus (Girard, 1852)
- Procambarus adani Álvarez, Torres & Villalobos, 2021[2]
- Procambarus advena (LeConte, 1856)
- Procambarus albaughi (Johnson, 2018)
- Procambarus alleni (Faxon, 1884)
- Procambarus ancylus Hobbs, 1958
- †Procambarus angustatus (LeConte, 1856)[a]
- Procambarus apalachicolae Hobbs, 1942
- Procambarus atkinsoni (Ortmann, 1913)
- Procambarus attiguus Hobbs Jr. & Franz, 1992
- Procambarus barbatus (Faxon, 1890)
- Procambarus barbiger Fitzpatrick, 1978
- Procambarus bivittatus Hobbs, 1942
- Procambarus blandingii (Harlan, 1830)
- Procambarus bouvieri (Ortmann, 1909)
- Procambarus braswelli J. E. Cooper, 1998
- Procambarus brazoriensis Albaugh, 1975
- Procambarus caballeroi Villalobos, 1944
- Procambarus capillatus Hobbs, 1971
- Procambarus caritus Hobbs, 1981
- Procambarus catemacoensis Rojas, Alvarez & Villalobos, 2000
- Procambarus cavernicola Mejía-Ortiz, Hartnoll & Viccon-Pale, 2003
- Procambarus ceruleus Fitzpatrick & Wicksten, 1998
- Procambarus chacei Hobbs, 1958
- Procambarus citlaltepetl Rojas, Alvarez & Villalobos, 1999
- Procambarus clarkii (Girard, 1852)
- Procambarus clemmeri Hobbs, 1975
- Procambarus cometes Fitzpatrick, 1978
- Procambarus connus Fitzpatrick, 1978
- Procambarus contrerasi (Creaser, 1931)
- Procambarus cubensis (Erichson, 1846)
- Procambarus cuetzalanae Hobbs, 1982
- Procambarus curdi Reimer, 1975
- Procambarus delicatus Hobbs & Franz, 1986
- Procambarus digueti (Bouvier, 1897)
- Procambarus dupratzi Penn, 1953
- Procambarus echinatus Hobbs, 1956
- Procambarus econfinae Hobbs, 1942
- Procambarus elegans Hobbs, 1969
- Procambarus enoplosternum Hobbs, 1947
- Procambarus epicyrtus Hobbs, 1958
- Procambarus erichsoni Villalobos, 1950
- Procambarus erythrops Relyea & Sutton, 1975
- Procambarus escambiensis Hobbs, 1942
- Procambarus evermanni (Faxon, 1890)
- Procambarus fallax (Hagen, 1870)
- Procambarus fitzpatricki Hobbs, 1972
- Procambarus franzi Hobbs & Lee, 1976
- Procambarus geminus Hobbs, 1975
- Procambarus geodytes Hobbs, 1942
- Procambarus gibbus Hobbs, 1969
- Procambarus gonopodocristatus Villalobos, 1958
- Procambarus gracilis (Bundy, 1876)
- Procambarus hagenianus (Faxon, 1884)
- Procambarus hayi (Faxon, 1884)
- Procambarus hinei (Ortmann, 1905)
- Procambarus hirsutus Hobbs, 1958
- Procambarus hoffmanni (Villalobos, 1944)
- Procambarus holifieldi (Schuster, Taylor & Adams, 2015)
- Procambarus horsti Hobbs & Means, 1972
- Procambarus hortonhobbsi Villalobos, 1950
- Procambarus howellae Hobbs, 1952
- Procambarus hubbelli (Hobbs, 1940)
- Procambarus hybus Hobbs & Walton, 1957
- Procambarus incilis Pennington, 1962
- Procambarus jaculus Hobbs & Walton, 1957
- Procambarus kensleyi Hobbs Jr., 1990
- Procambarus kilbyi (Hobbs, 1940)
- Procambarus lagniappe Black, 1968
- Procambarus latipleurum Hobbs, 1942
- Procambarus lecontei (Hagen, 1870)
- Procambarus leitheuseri Franz & Hobbs, 1983
- Procambarus leonensis Hobbs, 1942
- Procambarus lepidodactylus Hobbs, 1947
- Procambarus lewisi Hobbs & Walton, 1959
- Procambarus liberorum Fitzpatrick, 1978 syn. Procambarus ferrugineus Hobbs & Robison, 1988
- Procambarus litosternum Hobbs, 1947
- Procambarus llamasi Villalobos, 1954
- Procambarus lophotus Hobbs & Walton, 1960
- Procambarus lucifugus (Hobbs, 1940)
- Procambarus lunzi (Hobbs, 1940)
- Procambarus luxus (Johnson, 2011)
- Procambarus lylei Fitzpatrick & Hobbs, 1971
- Procambarus machardyi Walls, 2006
- Procambarus mancus Hobbs & Walton, 1957
- Procambarus marthae Hobbs, 1975
- Procambarus maya Alvarez, López-Mejía & Villalobos, 2007
- Procambarus medialis Hobbs, 1975
- Procambarus mexicanus (Erichson, 1846)
- Procambarus milleri Hobbs, 1971
- Procambarus mirandai Villalobos, 1954
- Procambarus morrisi Hobbs Jr. & Franz, 1991
- Procambarus natchitochae Penn, 1953
- Procambarus nechesae Hobbs Jr., 1990
- Procambarus nigrocinctus Hobbs Jr., 1990
- Procambarus niveus Hobbs & Villalobos, 1964
- Procambarus nueces Hobbs Jr. & Hobbs III, 1995
- Procambarus oaxacae Hobbs, 1973
- Procambarus okaloosae Hobbs, 1942
- Procambarus olmecorum Hobbs, 1987
- Procambarus orcinus Hobbs & Means, 1972
- Procambarus ortmannii Villalobos, 1949
- Procambarus ouachitae Penn, 1956
- Procambarus paeninsulanus (Faxon, 1914)
- Procambarus pallidus (Hobbs, 1940)
- Procambarus paradoxus (Ortmann, 1906)
- Procambarus parasimulans Hobbs & Robison, 1982
- Procambarus pearsei (Creaser, 1934)
- Procambarus penni Hobbs, 1951
- Procambarus pentastylus Walls & Black, 2008
- Procambarus petersi Hobbs, 1981
- Procambarus pictus (Hobbs, 1940)
- Procambarus pilosimanus (Ortmann, 1906)
- Procambarus planirostris Penn, 1953
- Procambarus plumimanus Hobbs & Walton, 1958
- Procambarus pogum Fitzpatrick, 1978
- Procambarus primaevus (Packard, 1880)
- Procambarus pubescens (Faxon, 1884)
- Procambarus pubischelae Hobbs, 1942
  - Procambarus pubischelae deficiens Hobbs, 1981
- Procambarus pycnogonopodus Hobbs, 1942
- Procambarus pygmaeus Hobbs, 1942
- Procambarus raneyi Hobbs, 1953
- Procambarus rathbunae (Hobbs, 1940)
- Procambarus regalis Hobbs & Robison, 1988
- Procambarus regiomontanus Villalobos, 1954
- Procambarus reimeri Hobbs, 1979
- Procambarus riojai (Villalobos, 1944)
- Procambarus roberti Villalobos & Hobbs, 1974
- Procambarus rodriguezi Hobbs, 1943
- Procambarus rogersi (Hobbs, 1938)
- Procambarus ruthveni Pearse, 1911
- Procambarus sbordonii Hobbs, 1977
- Procambarus seminolae Hobbs, 1942
- Procambarus shermani Hobbs, 1942
- Procambarus simulans (Faxon, 1884)
- Procambarus spiculifer (LeConte, 1856)
- Procambarus steigmani Hobbs Jr., 1991
- Procambarus strenthi Hobbs, 1977
- Procambarus suttkusi Hobbs, 1953
- Procambarus talpoides Hobbs, 1981
- Procambarus texanus Hobbs, 1971
- Procambarus teziutlanensis (Villalobos, 1947)
- Procambarus tlapacoyanensis (Villalobos, 1947)
- Procambarus toltecae Hobbs, 1943
- Procambarus troglodytes (LeConte, 1856)
- Procambarus truculentus Hobbs, 1954
- Procambarus tulanei Penn, 1953
- Procambarus vazquezae Villalobos, 1954 (species name often misspelled vasquezae)
- Procambarus veracruzanus Villalobos, 1954
- Procambarus verrucosus Hobbs, 1952
- Procambarus versutus (Hagen, 1870)
- Procambarus viaeviridis (Faxon, 1914)
- Procambarus villalobosi Hobbs, 1969
- Procambarus vioscai Penn, 1946
  - Procambarus vioscai paynei Fitzpatrick, 1990
- Procambarus virginalis (Lyko, 2017)[3]
- Procambarus williamsoni (Ortmann, 1905)
- Procambarus xilitlae Hobbs & Grubbs, 1982
- Procambarus xochitlanae Hobbs, 1975
- Procambarus youngi Hobbs, 1942
- Procambarus zapoapensis Villalobos, 1954
- Procambarus zihuateutlensis Villalobos, 1950
- Procambarus zonangulus Hobbs Jr. & Hobbs III, 1990